# Löscheimer
Löscheimer, österr. Löschkübel, waren früher eine weit verbreitete Ausrüstung, um bei Bränden das Wasser per Hand zu schöpfen. Sie waren außerdem als Kleinlöschgerät in jedem Haushalt Pflicht. Dabei wurden Löscheimer meist mit dem Namen oder den Initialen des Besitzers oder des Feuerwehrstandortes gekennzeichnet. Als Löscheimer dienen die platzsparenden Falteimer, aber auch Eimer aus verzinktem Stahl, Holz, Leder, Bast oder Weidengeflecht. Häufig sind Löscheimer mit einem zweiten Henkel, der am Boden angebracht ist, ausgestattet. So können sie mit der Öffnung nach unten aufgehängt werden, damit keine Wasserreste darin zurückbleiben, die zu Rost oder Fäulnis führen könnten. Beim Gebrauch erleichtert dieser Henkel das schwungvolle Ausschütten des Wassers. 
Anordnungen unter Pfalzgraf Karl IV. aus dem Jahr 1772 dienten auch der Verhütung eines Brandes und der Bevorratung und Benutzung von Löscheimern. Streng wurde darauf gehalten, dass stets jeder Hauswirt einen mit Wasser gefüllten Zuber bereitstehen und einen mit Namen versehenen ledernen Feuereimer greifbar hatte. Die jeweilige Gemeinde musste eine bestimmte Anzahl von Eimern vorrätig halten. Es durfte kein Einwohner heiraten oder als Untertan angenommen werden, der nicht den Gemeindeeimern einen neuen, mit Jahreszahl und Namen versehenen zugeliefert hatte.
Mit der zunehmenden Verbreitung von Feuerlöschern verloren die Löscheimer zwar an Bedeutung, sie werden von Feuerwehren in Einzelfällen aber immer noch zum Befüllen der Feuerlöschpumpe vor der Inbetriebnahme eingesetzt, beispielsweise beim Ausfall der Entlüftungseinrichtung oder wenn vereinzelt noch sehr alte Pumpen genutzt werden.

## Bilder

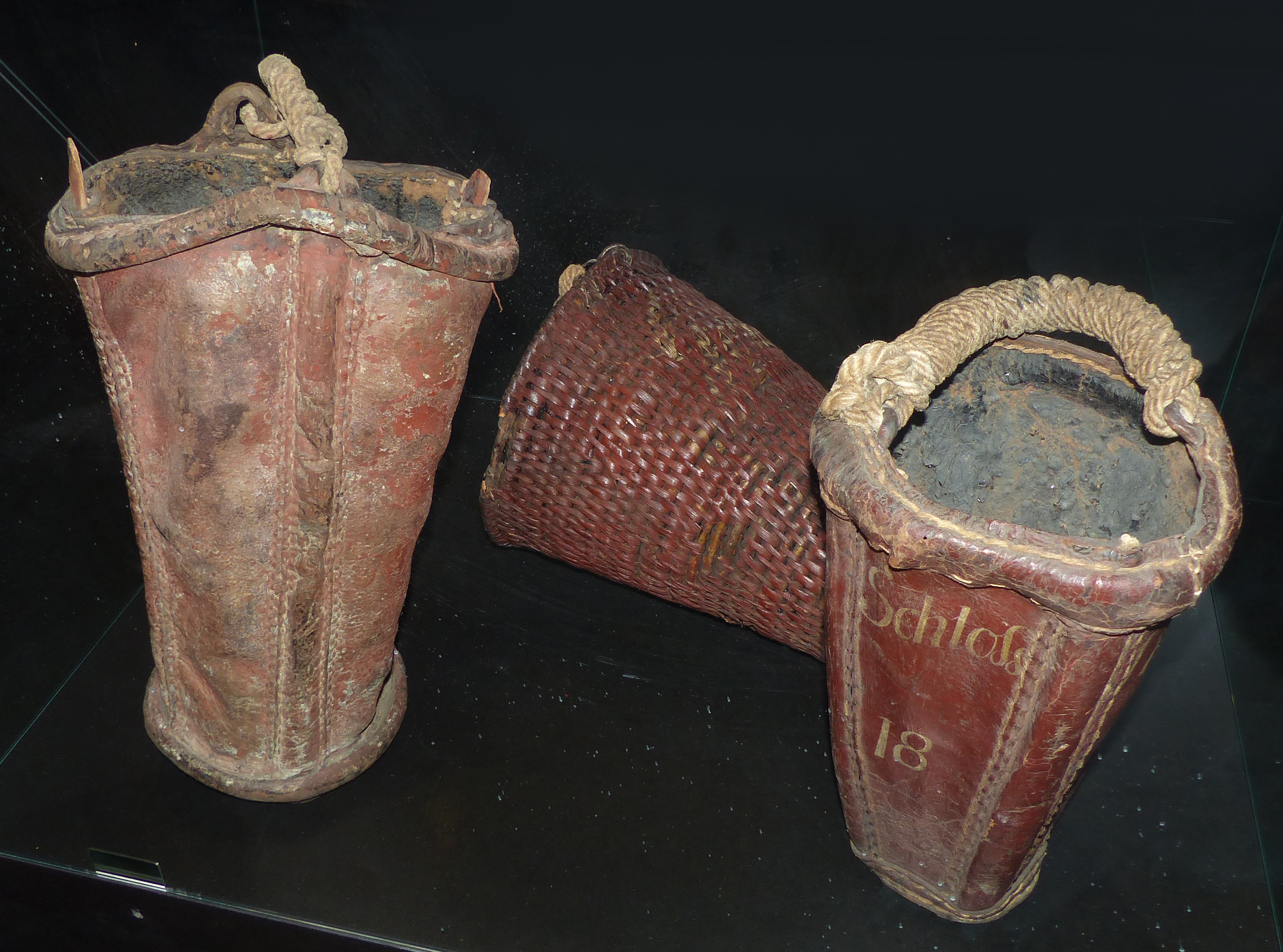
Löscheimer des 16.–19. Jahrhunderts aus Leder und Holzgeflecht
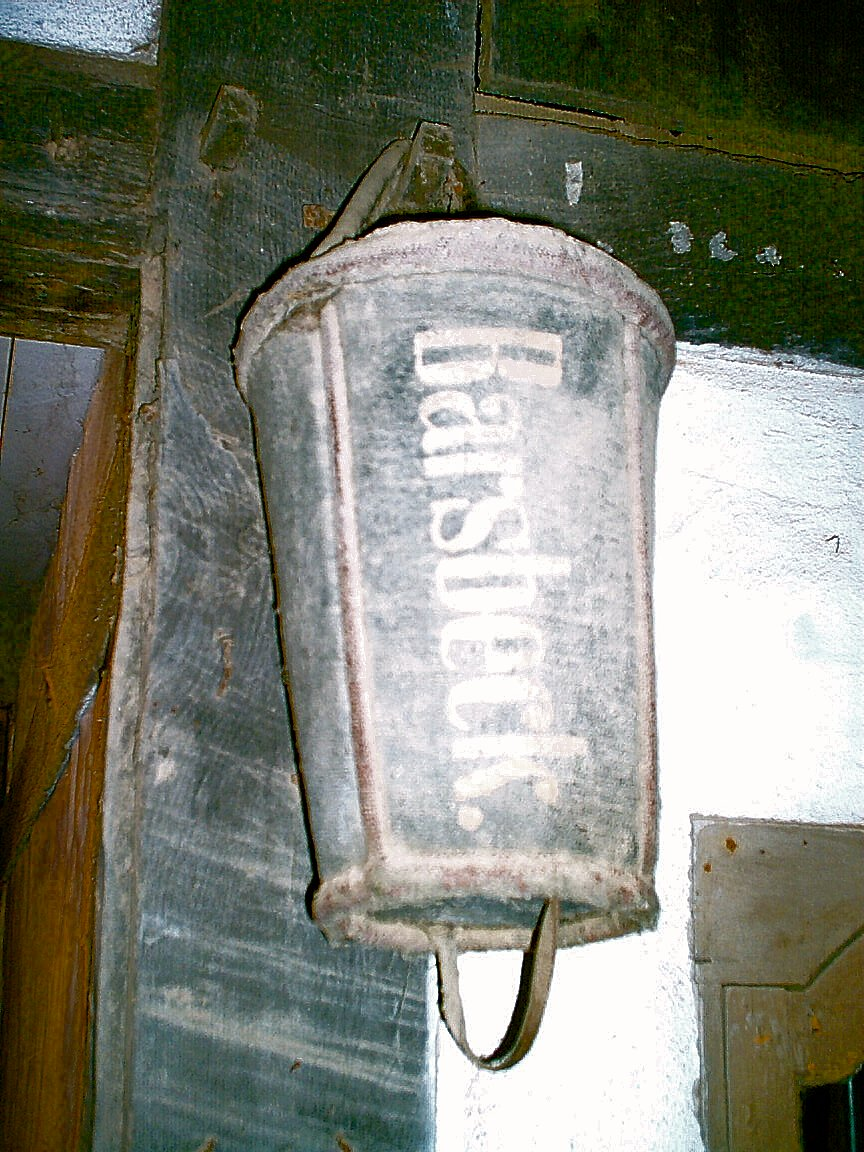
Lederner Löscheimer
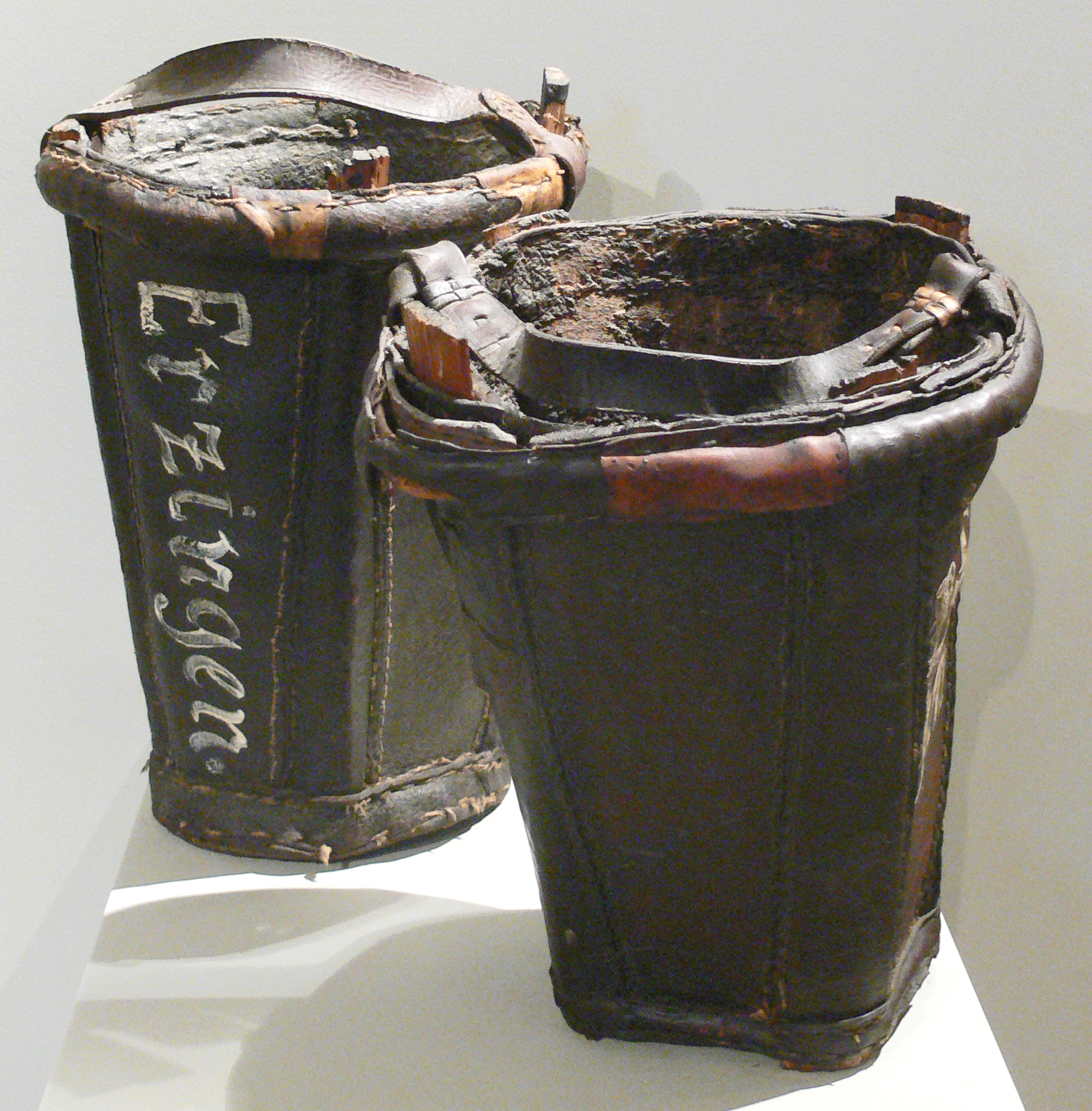
Löscheimer aus dem 19. Jahrhundert
Hölzerner Löschkübel aus dem Bregenzerwald, um 1800
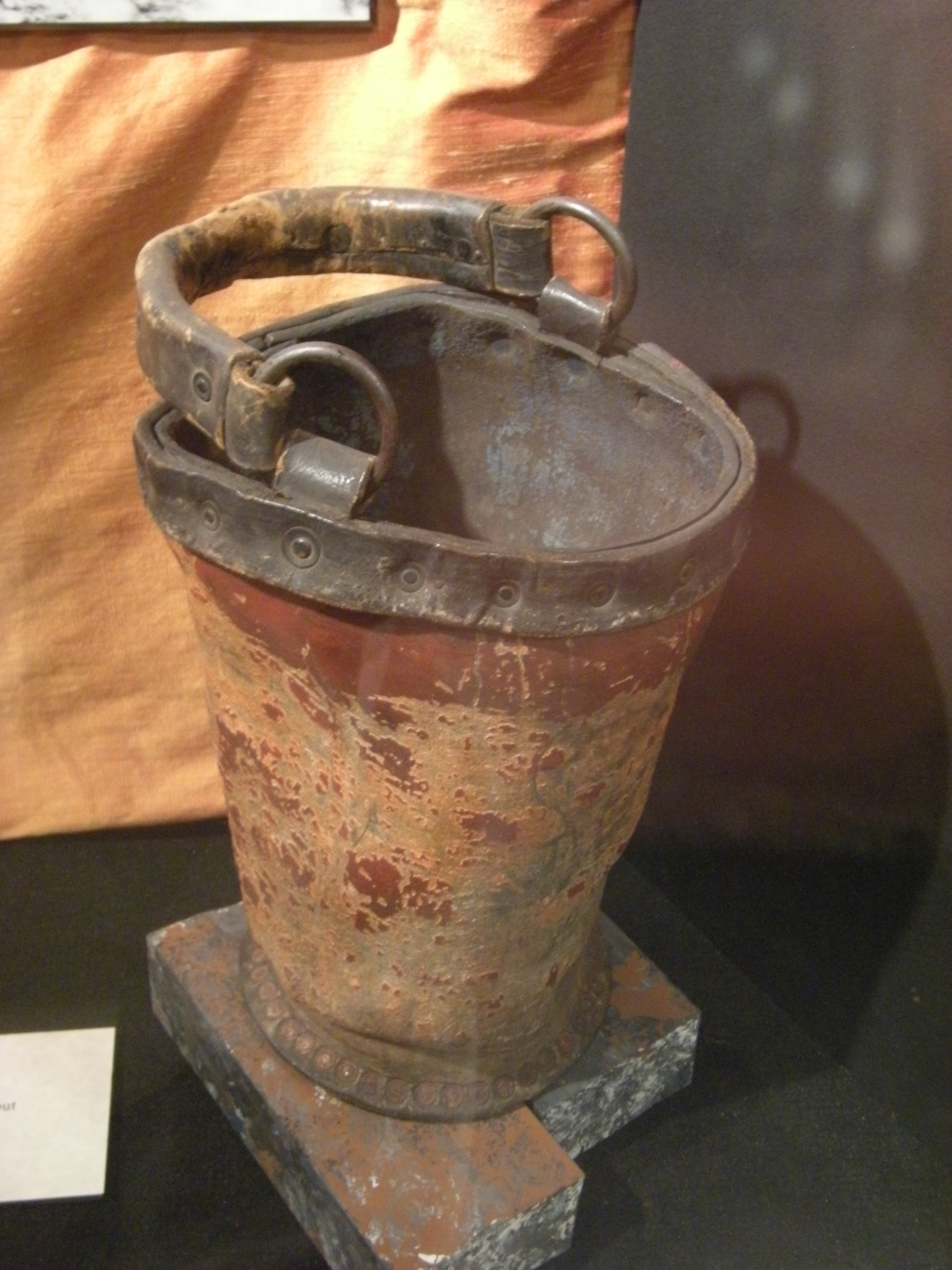
Lederner Löscheimer, um 1880
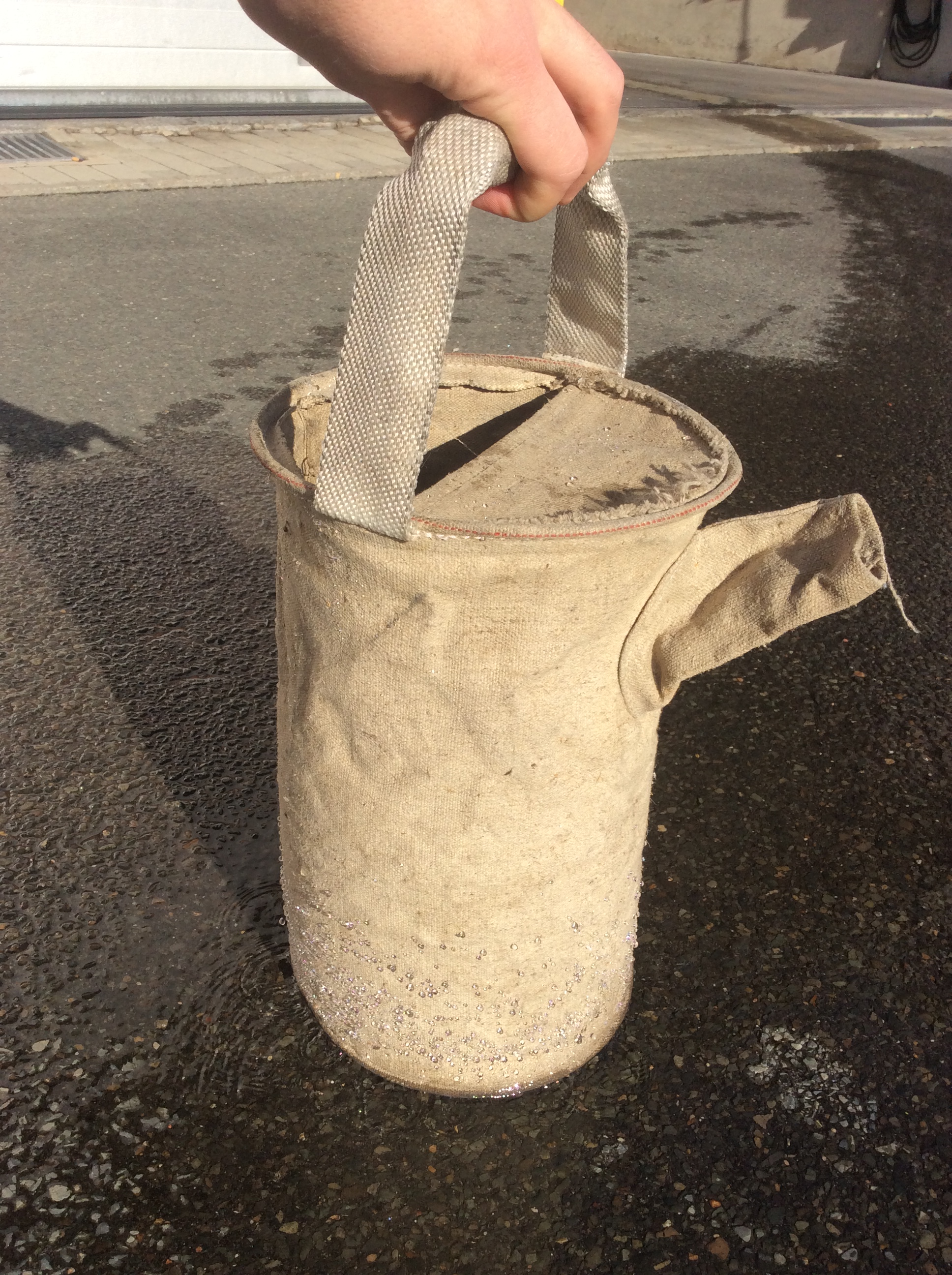
Moderner Falteimer, der von der Feuerwehr als Rückfallebene für den Ausfall der Entlüftungseinrichtung mitgeführt wird
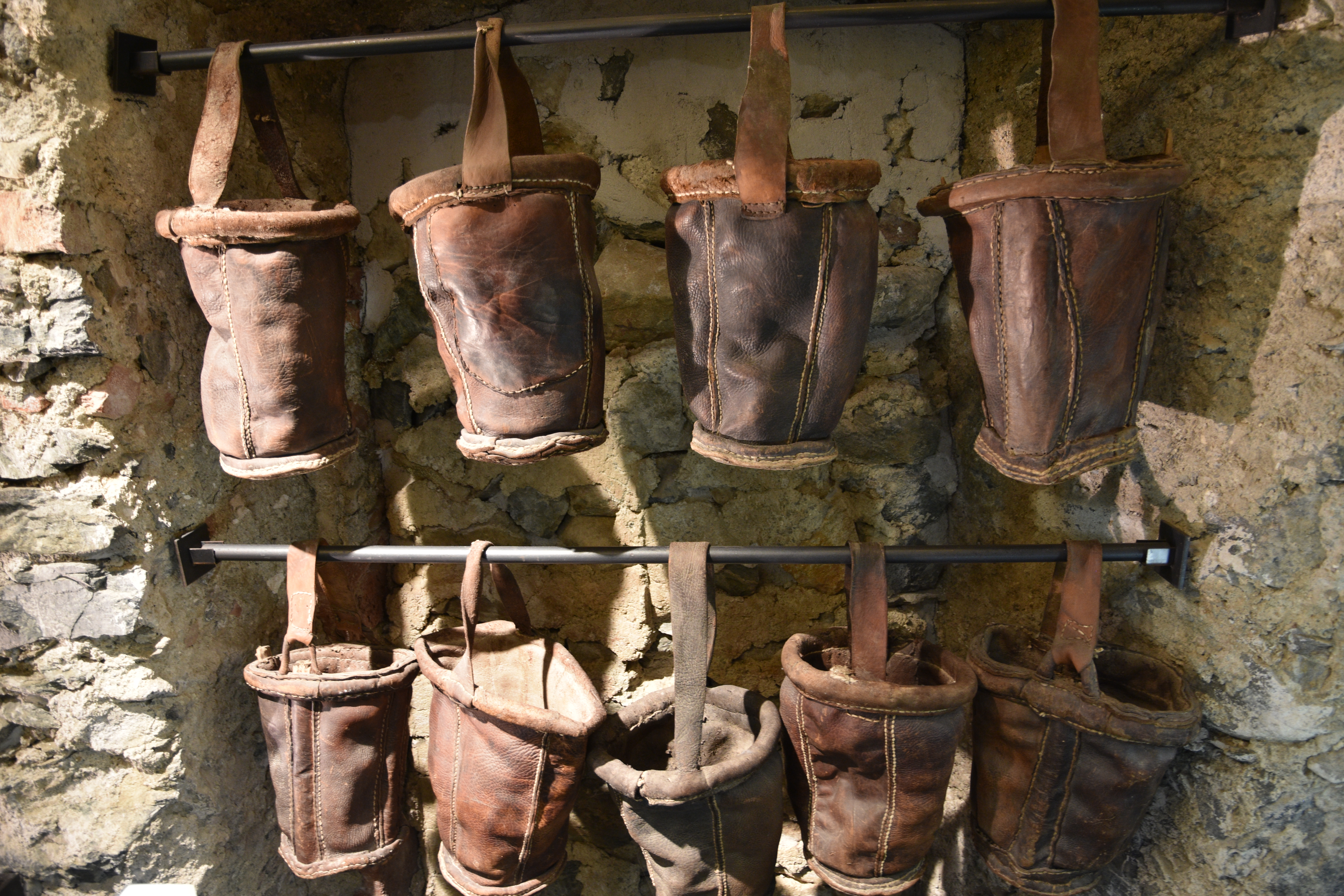
Lederne Löscheimer im Museum Abtei Marienberg in Südtirol